# Haľamova kopa
Haľamova kopa (1344 m) – szczyt w „turczańskiej” części Wielkiej Fatry na Słowacji. Stoki północno-wschodnie opadają do dna doliny Padva, w kierunku zachodnim tworzy grzbiet oddzielający główny ciąg Rakytovskiej doliny od Mohošovej doliny.
Haľamova kopa zbudowana jest ze skał wapiennych. Jest całkowicie porośnięta lasem, ale są w nim duże wapienne skały i ściany, zwłaszcza na stokach południowo-zachodnich. Znajduje się w obrębie Parku Narodowego Wielka Fatra i nie prowadzi przez nią żaden szlak turystyczny. Objęta jest ochroną ścisłą – jej zbocza należą do trzech obszarów ochrony ścisłej: rezerwat przyrody Tlstá, rezerwat przyrody Padva i rezerwat przyrody Veľká Skalná.